# Chloe Thomas
Chloe Thomas es una directora de cine y televisión y productora, más conocida por su trabajo en Horrible Histories, el cual fue nominado para un BAFTA (Children's Award) en la categoría de Best Factual.

## Carrera
Chloe Thomas ha trabajado con Bwark Productions para producir el cortometraje Shop Girl Diariesy la serie televisiva Angelo's, escrita por Sharon Horgan, la cual tuvo seis episodios. 

## Filmografía seleccionada
| Año  | Cine/TV             | Papel    | Notas               |
| ---- | ------------------- | -------- | ------------------- |
| 2001 | Daisy, Daisy        | Director | serie de televisión |
| 2002 | "Closed Circuit"    | Director | cortometraje        |
| 2007 | Angelo's            | Director | serie de televisión |
| 2009 | Horrible Histories  | Director | serie de televisión |
| 2012 | "Shop Girl Diaries" | Director | cortometraje        |